# Boris Ditsoga
Boris Marlaise Ditsoga (* 18. April 1985) ist ein gabunischer Fußballschiedsrichterassistent.
Seit 2019 steht Ditsoga auf der Liste der FIFA-Schiedsrichter und ist an der Spielleitung internationaler Fußballspiele beteiligt, unter anderem in der CAF Champions League.
Beim Afrika-Cup 2024 in der Elfenbeinküste leitete Ditsoga drei Spiele. Zudem war er unter anderem Schiedsrichterassistent bei der U-17-Weltmeisterschaft 2023 in Indonesien, in der afrikanischen WM-Qualifikation sowie bei diversen Qualifikations- und Freundschaftsspielen.